# Jan Hrdina
Jan Hrdina (* 5. února 1976, Hradec Králové, Československo) je bývalý český hokejista.

## Kariéra
S hokejem začínal v mateřském HC Stadion Hradec Králové, kde ještě jako dorostenec debutoval v sezóně 1993/94 v ELH. Po odehrání sezóny odlétl do zámoří, aby se zkusil probojovat do NHL.
V sezóně 1994/95 nastupoval za Seattle Thunderbirds a v roce 1995 byl v 5. kole, na celkově 128. místě, draftován týmem Pittsburgh Penguins. Ještě další 3 roky byl nucen hrát v nižších zámořských soutěžích, než konečně poprvé nastoupil za Tučňáky. A hned ve své první sezóně 1998/99 odehrál v NHL všech 82 zápasů základní části. V březnu roku 2003 byl z Pittsburghu vyměněn za Ramziho Abida, Dana Fochta a Guillaumeho Lefebvra do Phoenixu Coyotes. O rok později, v březnu 2004, byl vyměněn za Michaela Ruppa a právo výběru ve druhém kole draftu do New Jersey Devils. V sezóně 2004/05, z důvodu stávky NHL, nastoupil v české extralize za HC GEUS OKNA Kladno. Následovala poslední sezóna v NHL, kterou odehrál v týmu Columbus Blue Jackets. V NHL odehrál celkem 513 utkání, ve kterých si připsal 297 kanadských bodů za 101 branek a 196 asistencí.
V roce 2006 se vrátil zpět do Evropy a hrál v nejvyšších soutěžích ve Finsku a Švédsku. Se švédským HV 71 Jönköping získal v roce 2008 mistrovský titul. Po skončení sezóny byl nucen kvůli chronickým obtížím s kyčlemi podstoupit jejich operaci. Ještě, než v roce 2009 následovala další operace, byl nucen ze zdravotních důvodů, ve věku 32 let, definitivně ukončit sportovní kariéru. 

## Osobní život
Jan Hrdina je ženatý a má dvě děti, dceru (* 2008) a syna (* 2010). Syn Patrik Jan Hrdina je také hokejistou.
Po ukončení sportovní kariéry se vrátil do rodného Hradce Králové, kde v hokejovém klubu vykonával funkci manažera. Rovněž se věnuje výchově mladých hokejistů.

## Ocenění a úspěchy
- 1999 NHL – Nováček měsíce ledna 1999
- 2007 SEL – Nejlepší hráč na vhazování
- 2008 SEL – Nejlepší hráč na vhazování

## Prvenství
- Debut v NHL – 10. října 1998 (New York Islanders proti Pittsburgh Penguins)
- První asistence v NHL – 17. října 1998 (Pittsburgh Penguins proti New York Rangers)
- První gól v NHL – 5. listopadu 1998 (Ottawa Senators proti Pittsburgh Penguins, brankáři Damian Rhodes)

## Klubová statistika
| Sezóna       | Klub                      | Soutěž       |     | Základní část | Základní část | Základní část | Základní část | Základní část |    | Play off | Play off | Play off | Play off | Play off |
| Sezóna       | Klub                      | Soutěž       | Z   | G             | A             | B             | TM            | Z             | G  | A        | B        | TM       |          |          |
| 1993–94      | HC Stadion Hradec Králové | CZE U20      | 10  | 1             | 6             | 7             | 0             | —             | —  | —        | —        | —        |          |          |
| 1993–94      | HC Stadion Hradec Králové | ČHL          | 23  | 1             | 5             | 6             | 0             | —             | —  | —        | —        | —        |          |          |
| 1994–95      | Seattle Thunderbirds      | WHL          | 69  | 41            | 59            | 100           | 79            | 4             | 0  | 1        | 1        | 8        |          |          |
| 1995–96      | Seattle Thunderbirds      | WHL          | 30  | 19            | 28            | 47            | 37            | —             | —  | —        | —        | —        |          |          |
| 1995–96      | Spokane Chiefs            | WHL          | 18  | 10            | 16            | 26            | 25            | 18            | 5  | 14       | 19       | 49       |          |          |
| 1996–97      | Cleveland Lumberjacks     | IHL          | 68  | 23            | 31            | 54            | 82            | 13            | 1  | 2        | 3        | 8        |          |          |
| 1997–98      | Syracuse Crunch           | AHL          | 72  | 20            | 24            | 44            | 82            | 5             | 1  | 3        | 4        | 10       |          |          |
| 1998–99      | Pittsburgh Penguins       | NHL          | 82  | 13            | 29            | 42            | 40            | 13            | 4  | 1        | 5        | 12       |          |          |
| 1999–00      | Pittsburgh Penguins       | NHL          | 70  | 13            | 33            | 46            | 43            | 9             | 4  | 8        | 12       | 2        |          |          |
| 2000–01      | Pittsburgh Penguins       | NHL          | 78  | 15            | 28            | 43            | 48            | 18            | 2  | 5        | 7        | 8        |          |          |
| 2001–02      | Pittsburgh Penguins       | NHL          | 79  | 24            | 33            | 57            | 50            | —             | —  | —        | —        | —        |          |          |
| 2002–03      | Pittsburgh Penguins       | NHL          | 57  | 14            | 25            | 39            | 34            | —             | —  | —        | —        | —        |          |          |
| 2002–03      | Phoenix Coyotes           | NHL          | 4   | 0             | 4             | 4             | 8             | —             | —  | —        | —        | —        |          |          |
| 2003–04      | Phoenix Coyotes           | NHL          | 55  | 11            | 15            | 26            | 30            | —             | —  | —        | —        | —        |          |          |
| 2003–04      | New Jersey Devils         | NHL          | 13  | 1             | 6             | 7             | 10            | 5             | 2  | 0        | 2        | 2        |          |          |
| 2004–05      | HC GEUS OKNA Kladno       | ČHL          | 23  | 4             | 3             | 7             | 38            | 7             | 3  | 3        | 6        | 4        |          |          |
| 2005–06      | Columbus Blue Jackets     | NHL          | 75  | 10            | 23            | 33            | 78            | —             | —  | —        | —        | —        |          |          |
| 2006–07      | IFK Helsinky              | SM-l         | 10  | 2             | 6             | 8             | 22            | —             | —  | —        | —        | —        |          |          |
| 2006–07      | HV 71 Jönköping           | SEL          | 41  | 7             | 19            | 26            | 66            | 14            | 2  | 8        | 10       | 82       |          |          |
| 2007–08      | TPS Turku                 | SM-l         | 4   | 0             | 1             | 1             | 2             | —             | —  | —        | —        | —        |          |          |
| 2007–08      | HV 71 Jönköping           | SEL          | 51  | 18            | 24            | 42            | 60            | 17            | 6  | 1        | 7        | 53       |          |          |
| 2008–09      | HV 71 Jönköping           | SEL          | 3   | 0             | 0             | 0             | 0             | —             | —  | —        | —        | —        |          |          |
| Celkem v NHL | Celkem v NHL              | Celkem v NHL | 513 | 101           | 196           | 297           | 341           | 45            | 12 | 14       | 26       | 24       |          |          |
| Celkem v SEL | Celkem v SEL              | Celkem v SEL | 95  | 25            | 43            | 68            | 126           | 31            | 8  | 9        | 17       | 135      |          |          |

## Reprezentace
Česko reprezentoval již v juniorských výběrech a v roce 1994 získal na MEJ ve Finsku bronzovou medaili. V dresu české reprezentace se účastnil v roce 2002 olympijských her a mistrovství světa. V reprezentaci ještě odehrál 5 utkání v sezóně 2006/07.
| Rok                       | Tým                       | Soutěž                    | Z  | G | A | B | TM |
| ------------------------- | ------------------------- | ------------------------- | -- | - | - | - | -- |
| 1994                      | Česko 18                  | MEJ                       | 5  | 1 | 1 | 2 | 0  |
| 1995                      | Česko 20                  | MSJ                       | 7  | 2 | 1 | 3 | 4  |
| 2002                      | Česko                     | OH                        | 4  | 0 | 0 | 0 | 0  |
| 2002                      | Česko                     | MS                        | 7  | 2 | 1 | 3 | 12 |
| Juniorská kariéra celkově | Juniorská kariéra celkově | Juniorská kariéra celkově | 12 | 3 | 2 | 5 | 4  |
| Seniorská kariéra celkově | Seniorská kariéra celkově | Seniorská kariéra celkově | 11 | 2 | 1 | 3 | 12 |